# Суфань
Суфань, кампания против скрытых контрреволюционеров (кит. трад. 肅反運動, упр. 肃反运动, пиньинь sùfǎn yùndòng, палл. суфань юньдун) — кампания против предполагаемых противников Коммунистической партии Китая в Китайской Народной Республике, проводившаяся под руководством Мао Цзэдуна между 1955 и 1957 годами. Аналогичные кампании проводились внутри самой Коммунистической партии Китая ещё в 1932 году. По данным историков, Мао приказал устранить 5 процентов контрреволюционеров. Во время чистки около 214 тысяч человек были арестованы и примерно 53 тысячи погибли. Согласно другим данным за два года кампании Суфань было репрессировано 80 тысяч человек.

## Предыстория
Кампания Суфань стала продолжением кампании, которую организовал Мао Цзэдун в начале 1955 года против Ху Фэна, литературного критика-марксиста, и целого слоя писателей и интеллектуалов, критиковавших ограничительную политику коммунистической партии в отношении литературы и искусства. Призывы к большей свободе слова привели к обвинениям в контрреволюционной деятельности. 81 тысяча интеллектуалов были «разоблачены и наказаны», а ещё 300 тысяч были лишены гражданских прав на том основании, что они «политически неблагонадёжны».
Кампания официально началась после того, как Центральный комитет Коммунистической партии Китая издал «Директиву о начале борьбы со скрытыми контрреволюционными элементами» (кит. 關於開展鬥爭肅 清暗藏的反革命分子的指示) 1 июля 1955 года. 25 августа 1955 года ЦК КПК издал «Директиву о полном очищении от скрытых контрреволюционеров» (кит. 關於徹底肅清暗藏反革命分子的指示).

## Цели и задачи
В отличие от кампании по борьбе с внутренней контрреволюцией 1950—1952 годов, которая в основном была нацелена на тех, кто представлял угрозу извне государственной системы, например, бывших чиновников и сторонников Гоминьдана, кампания Суфань была направлена и против тех, кого сам Мао и его окружение рассматривали как угрозу внутри самих партийных, военных и государственных учреждений. Несколько высокопоставленных партийных чиновников, таких, как технократы Гао Ган и Жао Шуши, были подвергнуты чистке уже на ранних этапах кампании Суфань. Многие другие члены партии и правительственные чиновники были арестованы по неопределённым подозрениям в контрреволюционной деятельности и были вынуждены «признаться» в своих политических взглядах. Особое внимание в ходе чистки уделялись подразделениям (бюро общественной безопасности) Министерства общественной безопасности, поскольку коммунистическое руководство стремилось к тому, чтобы силы безопасности Китая находились под жёстким партийным контролем.
Жэньминь жибао, пытаясь оправдать чистку, сообщила, что десять процентов членов Коммунистической партии были тайными предателями. Это количество, по-видимому, было принято в качестве квоты для производства арестов. Судебные процессы не проводились; вместо этого люди подвергались преследованию посредством административных приказов, в которых игнорировались обычные уголовные процедуры. Согласно Л. Диттмеру, к сентябрю 1955 года в отношении 2,2 млн человек было проведено расследование. 110 тысяч человек были «разоблачены» как контрреволюционеры. После этого Мао продолжал кампанию ещё два года, полагая, что ещё 50 тысяч подозреваемых всё ещё находятся на свободе.
Целями кампании Суфань было искоренение так называемого «бюрократизма» в правительственных организациях, возбуждение «революционного рвения» и устранение «контрреволюционеров» из государственных органов. По мнению Билла Бруггера, кампания была направлена на подавление противников социалистической трансформации промышленности и торговли. По сути, это была реакция Мао на рост технократической бюрократии, в которой доминировали просоветские чиновники, после реализации вдохновлённого Советским Союзом Первого пятилетнего плана Китая с 1953 года. Мао считал новую технократическую этику в китайской администрации развращением «революционного духа». Ответственные чиновники были названы «функциональной буржуазией», чья власть основывалась на их бюрократическом авторитете, а не на частной собственности. Гао Ган стал особой мишенью из-за его принятия советских методов промышленной организации в Маньчжурии. Он был подвергнут чистке после того, как его обвинили в попытке управлять «независимым королевством».

## Итоги
Кампания была завершена в октябре 1957 года, после того, как её целями стали более 18 миллионов человек. В момент завершения кампании планировалось провести следствие в отношении ещё 11 — 12 миллионов человек. Большое количество людей было отправлено в «лагеря трудового перевоспитания». Многие были освобождены в 1956 году с официальными извинениями за ложное обвинение. Кампания привела к сокращению полномочий Госплана и руководителей государственных промышленных предприятий, а также к более жёсткому контролю со стороны партии над аппаратом государственной безопасности. Позже партия оправдывала кампанию Суфань на том основании, что она послужила «усилению руководства партии в работе по обеспечению общественной безопасности, передаче органов общественной безопасности под руководство партии».
Согласно китайским исследователям, правительственные данные (включая данные Ху Цяому) показывают, что около 1,4 миллиона интеллектуалов и чиновников подвергались преследованиям во время кампании Суфань. Кроме того, 214 тысяч человек были арестованы, 22 тысячи казнены и 53 тысяч человек погибли.
Жан-Луи Марголин пишет в «Чёрной книге коммунизма», что один источник указывает на 81 тысячу арестов во время кампании (что, по его утверждению, довольно скромно), а другой указывает на 770 тысяч смертей. Он приходит к выводу, что невозможно определить точное число жертв.